# Addlestonemoor
Addlestonemoor – wieś w Anglii, w hrabstwie Surrey. Leży 30 km na południowy zachód od centrum Londynu.